# هان بو به
هان بو به (کره‌ای: 한보배؛ زادهٔ ۴ مارس ۱۹۹۴) بازیگر اهل کره جنوبی است. هان حرفهٔ خود را به عنوان بازیگر خردسال آغاز کرد و در فیلم‌ها و مجموعه‌های تلویزیونی همچون دنیای سکوت (۲۰۰۶)، کارمند شرکت (۲۰۱۲)، خانواده آشفته (۲۰۱۴)، آخرین رسوایی (۲۰۰۸) و خواهر رقت‌انگیز من (۲۰۰۸) ایفای نقش کرده‌است.